# Sint-Jozefskerk (Hellegat)

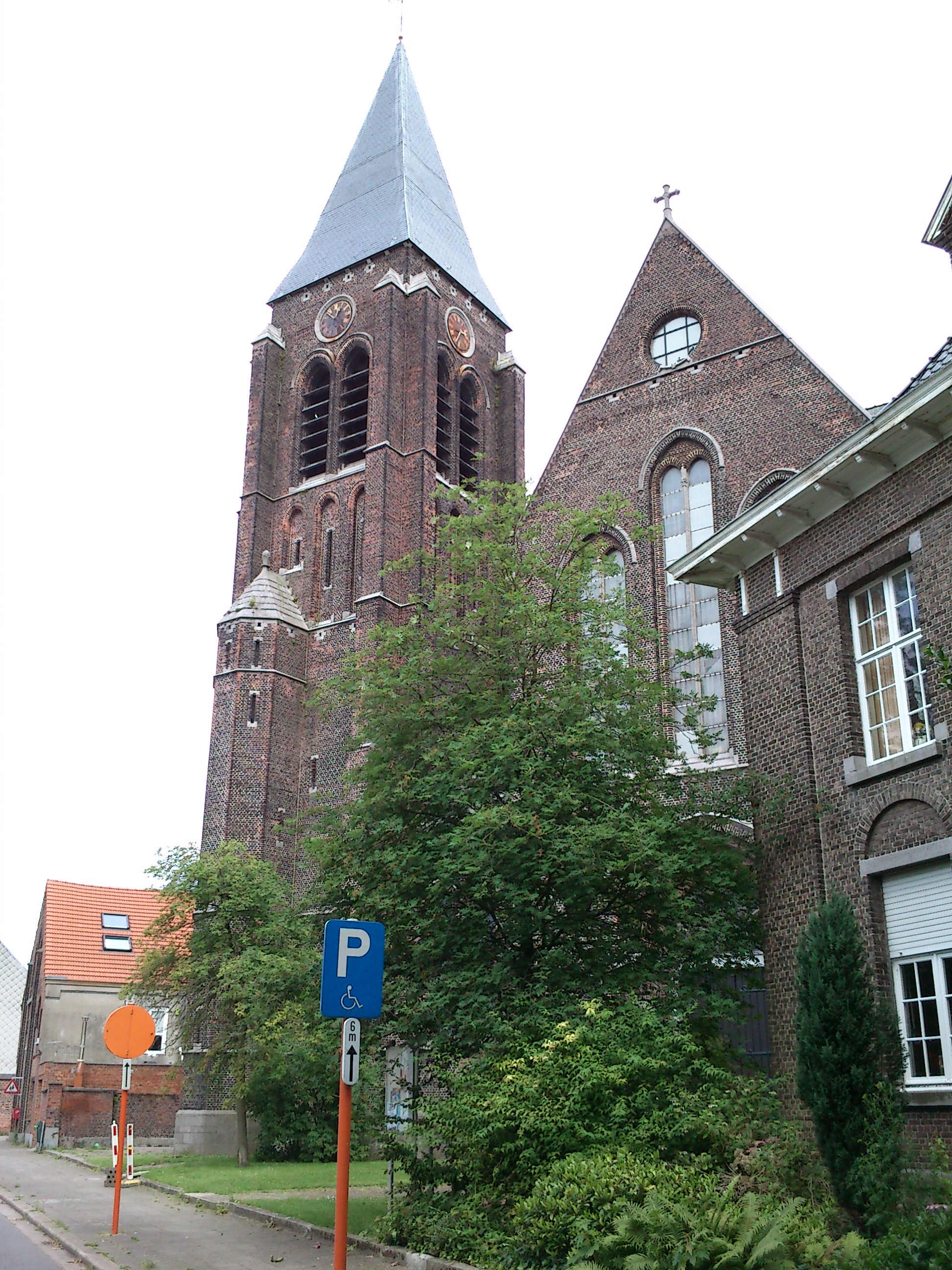
Sint-Jozefskerk

De Sint-Jozefskerk is de parochiekerk van de tot de Antwerpse gemeente Niel behorende plaats Hellegat, gelegen aan het Hellegat.

## Geschiedenis
In 1901 werd in Hellegat een noodkerk gebouwd en van 1906-1908 werd een definitieve kerk opgetrokken, waarna de noodkerk tot woonhuizen werd verbouwd. Architect was Louis Gife.

## Gebouw
Het betreft een georiënteerd bakstenen basilicaal kerkgebouw in neogotische stijl. Het hoofdkoor heeft een driezijdige sluiting en het noordelijk zijkoor een vijfzijdige sluiting.
De naastgebouwde noordwestelijke toren heeft een tentdak als spits en wordt geflankeerd door een zeskante traptoren.
Het middenschip wordt overkluisd door een spitstongewelf en de zijbeuken door kruisribgewelven.
Het kerkmeubilair is overwegend neogotisch.